# Tropicos
Tropicos és un projecte del Jardí Botànic de Missouri. És una base de dades i un lloc web originalment sobre plantes tropical, principalment de l'ecozona neotropical (Amèrica Central i del Sud), que es van estendre per tot el planeta. La base de dades, iniciada fa més de 30 anys, originalment estava destinada només a la consulta interna, però ara està oberta al públic i es pot consultar de forma remota.
La base de dades conté imatges, taxonòmiques i dades bibliogràfiques de més de 4,4 milions d'exemplars d'herbari que representen més d'1,3 milions de noms científics diferents. A més, conté dades de més de 48.000 publicacions científiques.
Es pot consultar la base de dades, tant amb el nom científic com amb el nom vernacle (en anglès, francès i castellà).
La base de dades de Tropicos segueix el sistema de classificació APG III de l'Angiosperm Phylogeny Group de 2009 i el sistema de classificació APG IV. En aquesta classificació, totes les plantes s'inclouen a la classe Equisetopsida. Els 16 principals tàxons vegetals principals s'eleven al rang taxonòmic de subclasse.